# نيكول نيومان
نيكول نيومان (بالإسبانية: Nicole Neumann)‏ هي عارضة وممثلة أرجنتينية، ولدت في 31 أكتوبر 1980 ببوينس آيرس في الأرجنتين.

## وصلات خارجية
- نيكول نيومان على موقع IMDb (الإنجليزية)
- نيكول نيومان على موقع ميوزك برينز (الإنجليزية)
- نيكول نيومان على موقع قاعدة بيانات الفيلم (الإنجليزية)